# Schoonspringen op de Olympische Zomerspelen 2024 – driemeterplank mannen
Het schoonspringen voor mannen vanaf de driemeterplank op de Olympische Zomerspelen 2024 vond plaats op 6 tot en met 8 augustus. 25 schoonspringers gingen van start in de voorronde. 18 schoonspringers kwamen in actie in de halve finale, 12 van hen drongen door tot de finale. Regerend olympisch kampioen was de Chinees Xie Siyi die in 2024 zijn titel prolongeerde.

## Uitslag
| Rang   | Naam               | Land | Voorronde | Voorronde | Halve finale  | Halve finale  | Finale        | Finale        | Finale        | Finale        | Finale        | Finale        | Finale        |
| Rang   | Naam               | Land | Punten    | Rang      | Punten        | Rang          | 1             | 2             | 3             | 4             | 5             | Punten        | Rang          |
| ------ | ------------------ | ---- | --------- | --------- | ------------- | ------------- | ------------- | ------------- | ------------- | ------------- | ------------- | ------------- | ------------- |
| Goud   | Xie Siyi           | CHN  | 509.60    | 2         | 505.85        | 2             | 86.70         | 79.20         | 97.20         | 91.00         | 88.80         | 543.60        | 1             |
| Zilver | Wang Zongyuan      | CHN  | 530.65    | 1         | 537.85        | 1             | 81.60         | 91.00         | 95.55         | 89.25         | 70.20         | 530.20        | 2             |
| Brons  | Osmar Olvera       | MEX  | 444.15    | 5         | 463.75        | 4             | 79.90         | 89.25         | 63.00         | 75.85         | 98.80         | 500.40        | 3             |
| 4      | Carson Tyler       | USA  | 389.80    | 10        | 438.00        | 7             | 76.50         | 67.50         | 69.75         | 72.00         | 64.75         | 429.25        | 4             |
| 5      | Jordan Houlden     | GBR  | 448.20    | 4         | 445.55        | 5             | 76.50         | 64.60         | 68.25         | 74.10         | 70.20         | 427.75        | 5             |
| 6      | Luis Uribe         | COL  | 375.90    | 17        | 423.80        | 10            | 49.30         | 71.40         | 79.95         | 72.20         | 72.00         | 421.85        | 6             |
| 7      | Jack Laugher       | GBR  | 468.30    | 3         | 467.05        | 3             | 74.80         | 84.00         | 35.70         | 72.15         | 74.10         | 410.95        | 7             |
| 8      | Jules Bouyer       | FRA  | 407.30    | 6         | 438.30        | 6             | 73.10         | 81.60         | 67.50         | 68.25         | 57.75         | 395.70        | 8             |
| 9      | Jonathan Ruvalcaba | DOM  | 363.15    | 18        | 416.20        | 12            | 76.50         | 44.20         | 62.70         | 61.50         | 75.25         | 393.65        | 9             |
| 10     | Kurtis Mathews     | AUS  | 399.20    | 8         | 417.15        | 11            | 65.10         | 76.50         | 52.50         | 64.80         | 56.10         | 383.40        | 10            |
| 11     | Woo Ha-ram         | KOR  | 389.10    | 12        | 432.00        | 9             | 71.40         | 68.00         | 45.60         | 73.50         | 63.00         | 374.15        | 11            |
| 12     | Moritz Wesemann    | GER  | 398.70    | 9         | 433.00        | 8             | 74.80         | 78.20         | 40.25         | 43.20         | 57.00         | 363.65        | 12            |
| 13     | Yona Knight-Wisdom | JAM  | 382.90    | 14        | 412.40        | 13            | Uitgeschakeld | Uitgeschakeld | Uitgeschakeld | Uitgeschakeld | Uitgeschakeld | Uitgeschakeld | Uitgeschakeld |
| 14     | Sho Sakai          | JPN  | 389.15    | 11        | 410.15        | 14            | Uitgeschakeld | Uitgeschakeld | Uitgeschakeld | Uitgeschakeld | Uitgeschakeld | Uitgeschakeld | Uitgeschakeld |
| 15     | Andrew Capobianco  | USA  | 382.05    | 15        | 407.65        | 15            | Uitgeschakeld | Uitgeschakeld | Uitgeschakeld | Uitgeschakeld | Uitgeschakeld | Uitgeschakeld | Uitgeschakeld |
| 16     | Gwendal Bisch      | FRA  | 387.00    | 13        | 392.70        | 16            | Uitgeschakeld | Uitgeschakeld | Uitgeschakeld | Uitgeschakeld | Uitgeschakeld | Uitgeschakeld | Uitgeschakeld |
| 17     | Yi Jae-gyeong      | KOR  | 381.40    | 16        | 366.50        | 17            | Uitgeschakeld | Uitgeschakeld | Uitgeschakeld | Uitgeschakeld | Uitgeschakeld | Uitgeschakeld | Uitgeschakeld |
| 18     | Lorenzo Marsaglia  | ITA  | 405.05    | 7         | 354.05        | 18            | Uitgeschakeld | Uitgeschakeld | Uitgeschakeld | Uitgeschakeld | Uitgeschakeld | Uitgeschakeld | Uitgeschakeld |
| 19     | Kevin Muñoz        | MEX  | 362.05    | 19        | Uitgeschakeld | Uitgeschakeld | Uitgeschakeld | Uitgeschakeld | Uitgeschakeld | Uitgeschakeld | Uitgeschakeld | Uitgeschakeld | Uitgeschakeld |
| 20     | Daniel Restrepo    | COL  | 361.10    | 20        | Uitgeschakeld | Uitgeschakeld | Uitgeschakeld | Uitgeschakeld | Uitgeschakeld | Uitgeschakeld | Uitgeschakeld | Uitgeschakeld | Uitgeschakeld |
| 21     | Jake Passmore      | IRL  | 360.90    | 21        | Uitgeschakeld | Uitgeschakeld | Uitgeschakeld | Uitgeschakeld | Uitgeschakeld | Uitgeschakeld | Uitgeschakeld | Uitgeschakeld | Uitgeschakeld |
| 22     | Giovanni Tocci     | ITA  | 346.85    | 22        | Uitgeschakeld | Uitgeschakeld | Uitgeschakeld | Uitgeschakeld | Uitgeschakeld | Uitgeschakeld | Uitgeschakeld | Uitgeschakeld | Uitgeschakeld |
| 23     | Mohamed Farouk     | EGY  | 317.40    | 23        | Uitgeschakeld | Uitgeschakeld | Uitgeschakeld | Uitgeschakeld | Uitgeschakeld | Uitgeschakeld | Uitgeschakeld | Uitgeschakeld | Uitgeschakeld |
| 24     | Frandiel Gómez     | DOM  | 317.40    | 23        | Uitgeschakeld | Uitgeschakeld | Uitgeschakeld | Uitgeschakeld | Uitgeschakeld | Uitgeschakeld | Uitgeschakeld | Uitgeschakeld | Uitgeschakeld |
| 25     | Lars Rüdiger       | GER  | 301.15    | 25        | Uitgeschakeld | Uitgeschakeld | Uitgeschakeld | Uitgeschakeld | Uitgeschakeld | Uitgeschakeld | Uitgeschakeld | Uitgeschakeld | Uitgeschakeld |